# Puttu

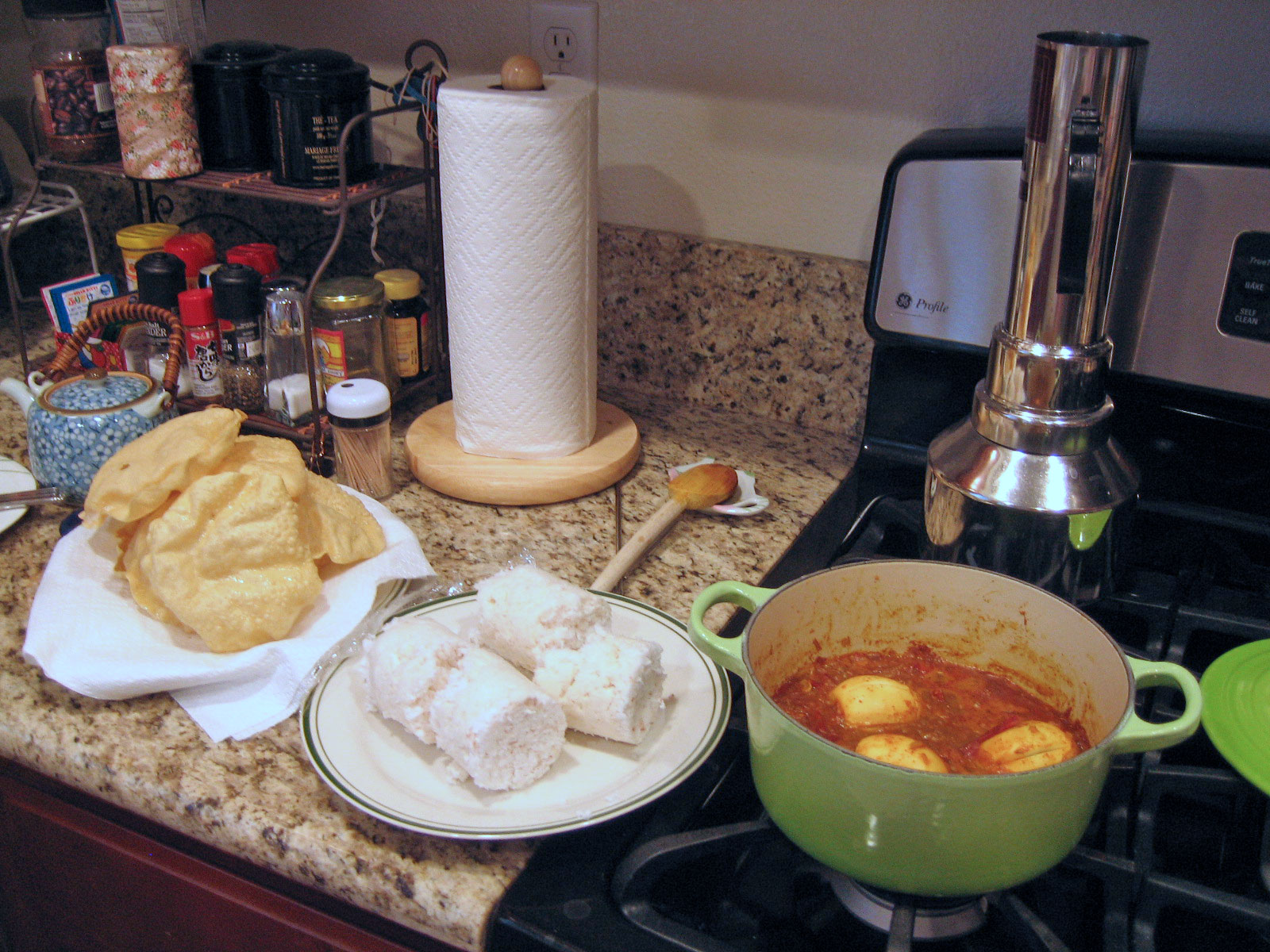
Puttu (en el centro)

El puttu (malayalam: പുട്ട്; malayo: putu bambu; tagalo: putong bumbong) es una especialidad culinaria de Kerala, popular también ciertas regiones de Sri Lanka y Tamil Nadu. Se hace cociendo al vapor arroz en polvo humedecido.
La clave es que solo se añada agua suficiente para mojar la harina, y que se haga muy lentamente. Se obtiene así una pasta gruesa húmeda que no llega a tener consistencia de masa. Para cocer el puttu existe un utensilio especial llamado puttu kutti, consistente en dos secciones. La inferior y mayor es donde se pone el agua. La superior y menos, que se separa de la inferior, tiene agujeros para dejar pasar al vapor y cocer la pasta de arroz que se pone en ella. La sección superior se cubre con una tapa perforada una vez introducida la pasta. Otra variante es el chiratta puttu, donde la cocción se realiza en una cáscara de coco, o en una réplica metálica de ésta. Algunos también cuecen el puttu en una sartén parecida al idli, que difiere en que tiene agujeritos en el fondo para dejar escapar al vapor. También pueden usarse una olla a presión.
Existen otras variantes que emplean harina de trigo, de tapioca, de maíz y ragi e incluso maida. El puttu se sirve con diversos platos, siendo popular con papadam, curri de pollo y kadala curry. Si el puttu se enrolla en bolas se denomina manipputtu.